# ميرزا مصطفى
ميرزا محمد مصطفى وهو رحالة عراقي مولود في بغداد في سنة 1837 وخلال فترة تواجد بهاء ألله مؤسس البهائية في بغداد آمن بمعتقداته وأصبح من أتباعه وأصبح مبشراً به وفي سنة 1874 انتقل مع بهاء ألله إلى بيروت وآمن عدة أشخاص هناك بالبهائية وفي سنة 1892 انتقل إلى مدينة إسكندرونة ومات هُناك في سنة 1910، والده هو الشيخ محمد شبل وميز أتباعهُ عن أتباع سيد كاظم رشتي وألذي بقي في بغداد وقد تعلم على يد الشيخ مُلا علي بسطمي.